# Liste der Biografien/Kav
Liste der Biografien |
Portal Biografien |
Personensuche
# |
A |
B |
C |
D |
E |
F |
G |
H |
I |
J |
K |
L |
M |
N |
O |
P |
Q |
R |
S |
T |
U |
V |
W |
X |
Y |
Z |
?
 
Ka |
Kb |
Kc |
Kd |
Ke |
Kf |
Kg |
Kh |
Ki |
Kj |
Kl |
Km |
Kn |
Ko |
Kp |
Kr |
Ks |
Kt |
Ku |
Kv |
Kw |
Ky |
Kx |
Kz
 
Kaa–Kag |
Kah |
Kai |
Kaj |
Kak |
Kal |
Kam |
Kan |
Kao |
Kap |
Kar |
Kas |
Kat |
Kau |
Kav |
Kaw |
Kay |
Kaz
Die Liste der Biografien führt alle Personen auf, die in der deutschsprachigen Wikipedia einen Artikel haben. Dieses ist eine Teilliste mit 112 Einträgen von Personen, deren Namen mit den Buchstaben „Kav“ beginnt.

## Kav
- Kav, Gülsüm (* 1971), türkische Ärztin, Autorin, Feministin und Aktivistin für Frauenrechte

### Kava
- Kava, Alex (* 1960), US-amerikanische Autorin
- Kavadh I. († 531), persischer Großkönig
- Kavadh II. († 628), persischer Großkönig
- Kavaf, Selma Aliye (* 1962), türkische Politikerin
- Kavafian, Ida (* 1952), US-amerikanische Geigerin, Bratschistin und Musikpädagogin
- Kavafian, Kegham (1888–1959), armenisch-osmanischer Architekt
- Kavafis, Konstantinos (1863–1933), griechischer Schriftsteller
- Kavak, Erhan (* 1987), schweizerisch-türkischer Fußballspieler
- Kavakçı, Yusuf Ziya (* 1938), türkischer islamischer Geistlicher in den Vereinigten Staaten
- Kavaklıdere, Harun (* 1998), türkischer Fußballspieler
- Kavakos, Leonidas (* 1967), griechischer Violinist und Dirigent
- Kavakure, Laurent (* 1959), burundischer Diplomat und Politiker
- Kavala, Osman (* 1957), türkischer Unternehmer und MäzenOsman Kavala (* 1957)

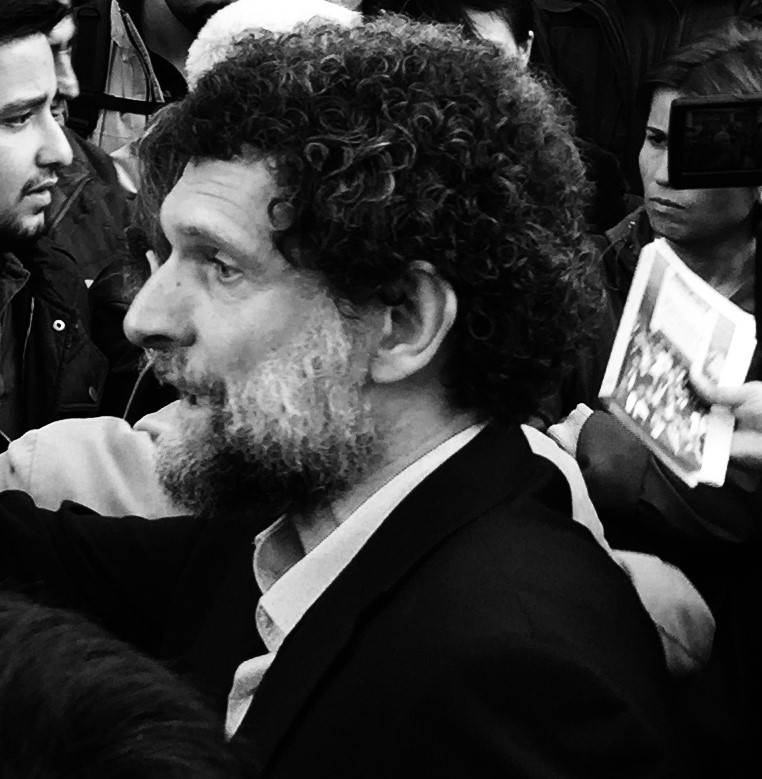
Osman Kavala (* 1957)

- Kavalcıyan, Zaruhi (1877–1969), Erste weibliche Ärztin in der Türkei
- Kavalek, Lubomir (1943–2021), tschechoslowakisch-amerikanischer Schachgroßmeister
- Kavaliauskaitė, Greta (* 1993), litauische Handballspielerin
- Kavaliauskas, Egidijus (* 1988), litauischer Boxer
- Kavalírová, Naděžda (1923–2017), tschechoslowakische Dissidentin und politische Gefangene
- Kavalkade-Maler, griechischer Vasenmaler
- Kavan, Anna (1901–1968), britische Schriftstellerin
- Kaván, František (1866–1941), tschechischer Maler
- Kavan, Jan (* 1946), tschechischer Politiker und Diplomat
- Kavan, Jiří (1943–2010), tschechischer Handballspieler
- Kavan, Vladislav (1924–2003), tschechisch-italienischer Maler und Grafiker
- Kavana (* 1977), britischer Sänger und Schauspieler
- Kavanagh, Brad (* 1992), britischer Schauspieler und Sänger
- Kavanagh, Brendan (* 1967), britischer Musiker und YouTuberBrendan Kavanagh (* 1967)

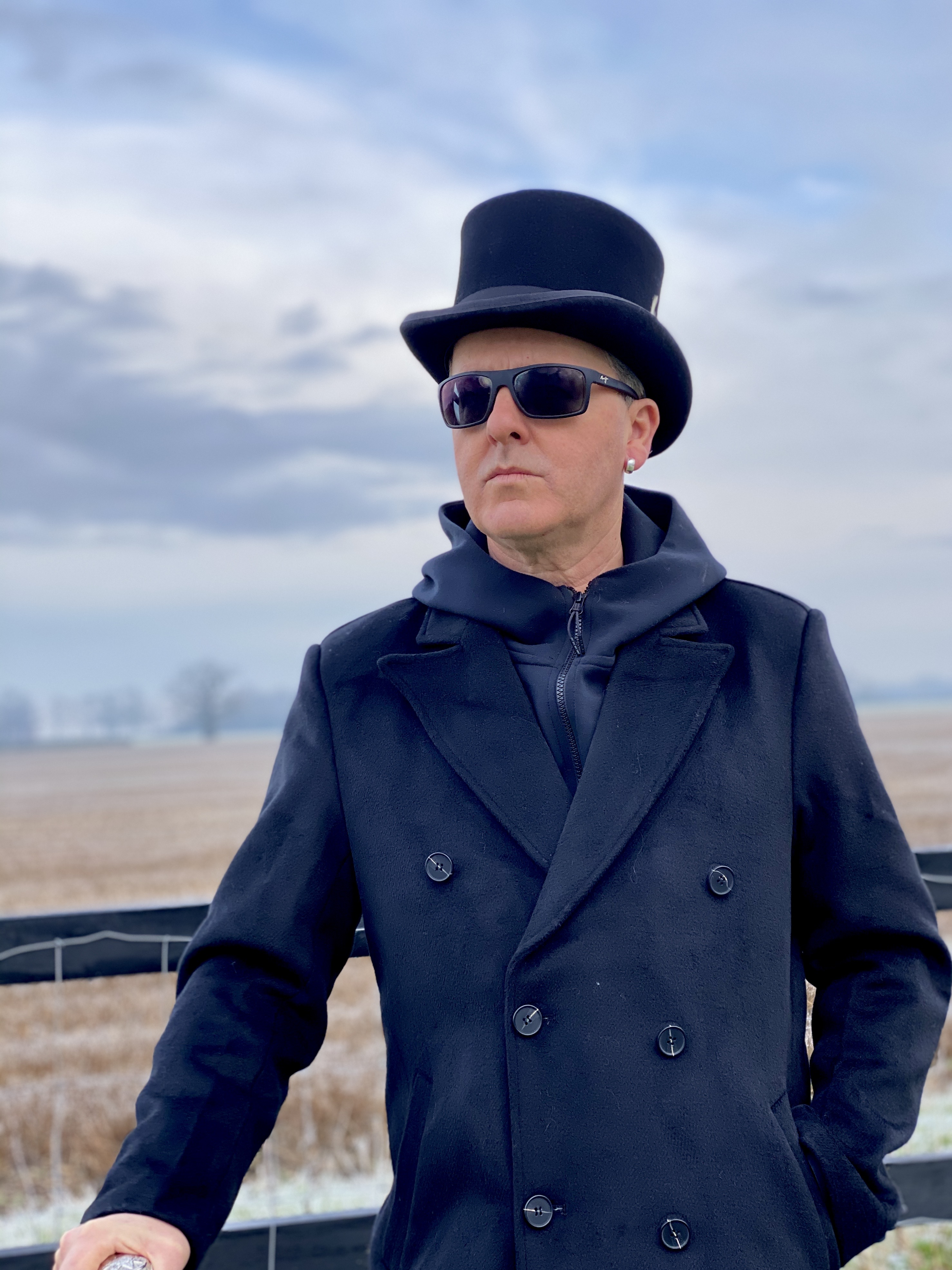
Brendan Kavanagh (* 1967)

- Kavanagh, Chris (* 1985), englischer Fußballschiedsrichter
- Kavanagh, Dale (* 1958), kanadische Gitarristin, Hochschullehrerin in Detmold
- Kavanagh, Edward (1795–1844), US-amerikanischer Politiker
- Kavanagh, Ernest (1884–1916), irischer Karikaturist
- Kavanagh, Fergus (* 1985), australischer Hockeyspieler
- Kavanagh, Graham (* 1973), irischer Fußballspieler
- Kavanagh, Hayes (1940–2023), US-amerikanischer Jurist und Jazzmusiker (Bass)
- Kavanagh, Herminie Templeton (1861–1933), englische Schriftstellerin
- Kavanagh, James (1914–2002), irischer römisch-katholischer Geistlicher, Weihbischof in Dublin
- Kavanagh, John, irischer Filmschauspieler und Komiker
- Kavanagh, John Paul (* 1956), irischer Diplomat
- Kavanagh, Julia (1824–1877), britische Schriftstellerin
- Kavanagh, Julie (* 1952), britische Journalistin und Schriftstellerin
- Kavanagh, Laura, US-amerikanische Berufsfeuerwehrleiterin, Fire Commissioner des New York City Fire Department
- Kavanagh, Liam (1935–2021), irischer Politiker (Irish Labour Party), MdEP
- Kavanagh, Niamh (* 1968), irische SängerinNiamh Kavanagh (* 1968)

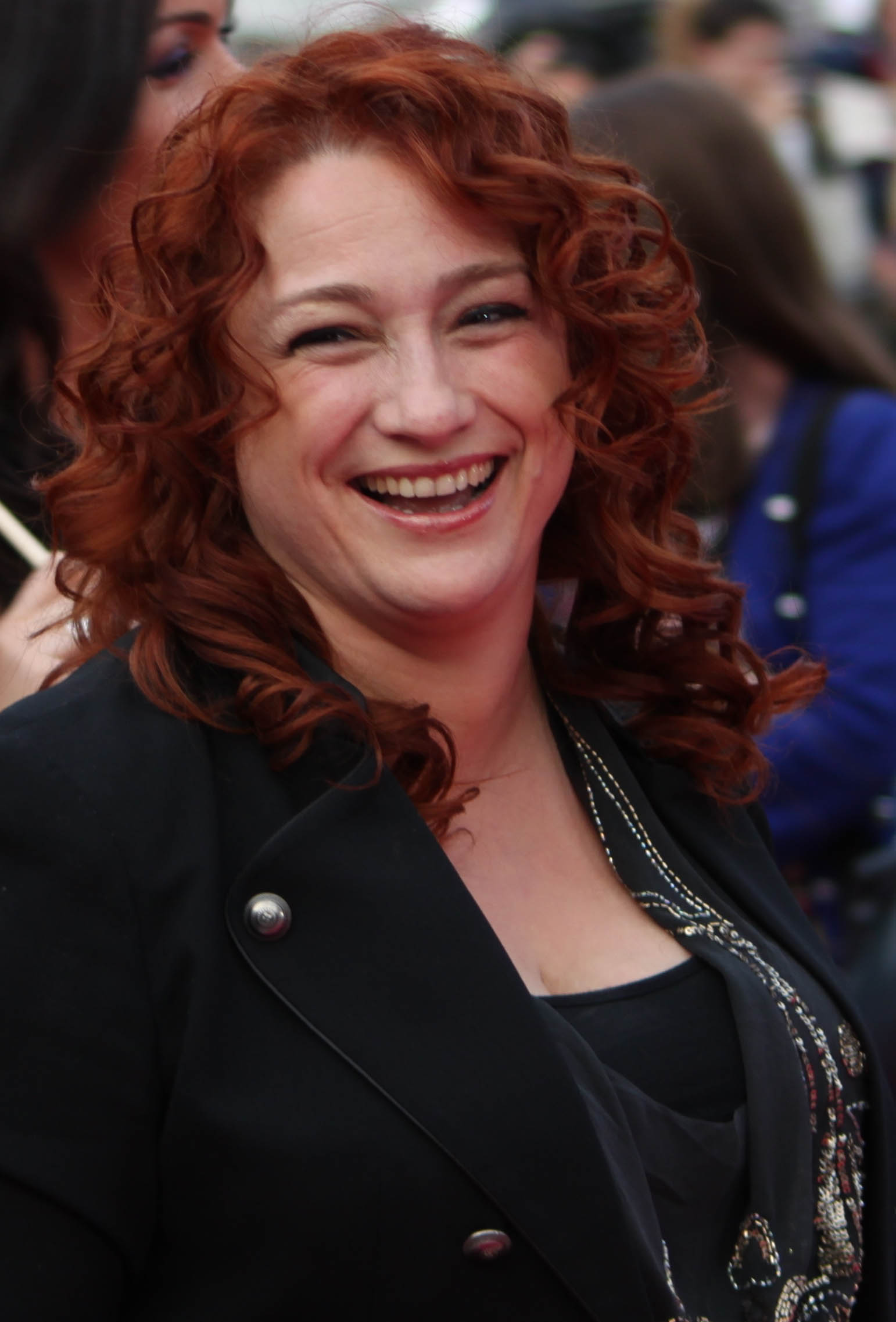
Niamh Kavanagh (* 1968)

- Kavanagh, Pat (* 1979), kanadischer Eishockeyspieler
- Kavanagh, Patrick (1904–1967), irischer Dichter und Schriftsteller
- Kavanagh, Paul, englischer Filmtechniker
- Kavanagh, Ryan (* 1991), kanadischer Eishockeyspieler
- Kavanagh, Shauna (* 1992), irische Cricketspielerin
- Kavanagh, Thomas Henry (1821–1882), britischer Zivilist
- Kavanaugh, Brett (* 1965), US-amerikanischer Jurist
- Kavanaugh, Gere (* 1929), US-amerikanische Designerin
- Kavanaugh, Ken (1916–2007), US-amerikanischer American-Football-Spieler
- Kavanaugh, Ryan (* 1974), US-amerikanischer Filmproduzent
- Kavanaugh, William M. (1866–1915), US-amerikanischer Politiker
- Kavandi, Janet L. (* 1959), US-amerikanische Astronautin
- Kavanian, Rick (* 1971), deutscher Schauspieler, Komiker und SynchronsprecherRick Kavanian (* 1971)

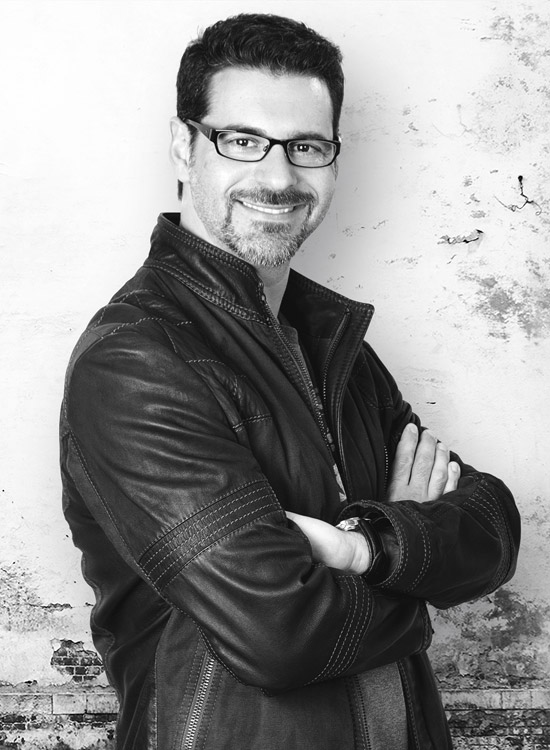
Rick Kavanian (* 1971)

- Kavaruganda, Joseph (1935–1994), ruandischer Politiker, Präsident des ruandischen Verfassungsgerichts
- Kavasch, Wulf-Dietrich (1944–2021), deutscher Heimatforscher und Kommunalpolitiker
- Kavasoğlu, Nazmi (* 1945), deutsch-türkischer Schriftsteller und Publizist
- Kavaz, Faris (* 2006), österreichischer Fußballspieler
- Kavaz, Sefa (* 1997), türkischer Eishockeyspieler
- Kavazanjian, Edward, US-amerikanischer Bauingenieur
- Kavazi, Chryssanthi (* 1989), griechisch-deutsche Schauspielerin
- Kavazović, Husein (* 1964), bosnisch-herzegowinischer islamischer Theologe, Großmufti von Bosnien-Herzegowina

### Kavc
- Kavčič, Blaž (* 1987), slowenischer Tennisspieler

### Kave
- Kavee, Elliot Humberto, US-amerikanischer Jazz-Schlagzeuger und -Cellist, Komponist und Schauspieler
- Kaveh-Moghaddam, Sara-Joleen (* 1987), deutschsprachige SchauspielerinSara-Joleen Kaveh-Moghaddam (* 1987)

Sara-Joleen Kaveh-Moghaddam (* 1987)

- Kavekotora, Mike (* 1956), namibischer Politiker der RDP
- Kavel, August Ludwig Christian (1798–1860), deutscher lutherischer Geistlicher; Gründer der Evangelisch-Lutherischen Kirche in Australien
- Kavelaars, Ingrid (* 1971), kanadische Filmschauspielerin
- Kavelaars, John J. (* 1966), kanadischer Astronom
- Kavelaars, Monique (* 1971), kanadische Degenfechterin
- Kavelin, Al (1903–1982), US-amerikanischer Bigband-Leader
- Kavemann, Barbara (* 1949), deutsche Sozialwissenschaftlerin
- Kaven, August von (1827–1891), deutscher Bauingenieur
- Kåven, Elin (* 1979), norwegisch-samische Sängerin
- Kaven, Herbert von (1908–2009), deutscher Mathematiker
- Kåven, Toril Bakken (* 1968), norwegische Politikerin
- Kaven, Wolfgang (* 1940), deutscher Schauspieler, Hörspiel- und Synchronsprecher
- Kavena, Anna (* 1986), deutsche Politikerin (SPD), MdL Nordrhein-Westfalen
- Kavenagh, Markella (* 2000), australische Schauspielerin
- Kaverman, Byron (* 1987), US-amerikanischer Pokerspieler
- Kavernido, Filareto (1880–1933), deutscher Mediziner und Führer einer anarcho-kommunistischen Kommune
- Kavetu, Ngohauvi (* 1965), namibische Politikerin

### Kavi
- Kaviedes, Iván (* 1977), ecuadorianischer Fußballspieler
- Kavikunua, Nikodemus († 1896), Führer der Herero im ehemaligen Deutsch-Südwestafrika (1880–1896)
- Kavilo, Henri (* 1999), finnischer Skispringer
- Kavín, Ludvík (1943–2025), österreichischer Theaterleiter, Regisseur und Schauspieler
- Kavinsky (* 1975), französischer Electro-DJ und Produzent
- Kavita, Phanuel (* 1993), kongolesischer Fußballspieler

### Kavk
- Kavka, Markus (* 1967), deutscher DJ und ModeratorMarkus Kavka (* 1967)

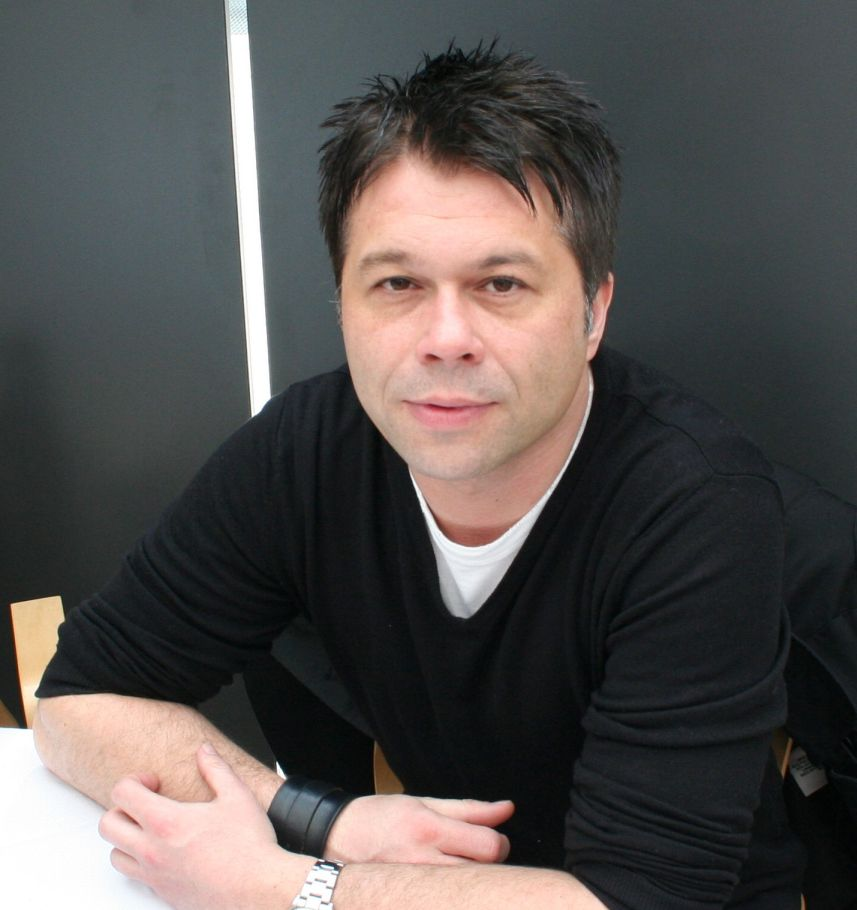
Markus Kavka (* 1967)

### Kavl
- Kavlak, Veli (* 1988), österreichischer Fußballspieler
- Kavli, Arne (1878–1970), norwegischer Maler
- Kavli, Fred (1927–2013), norwegisch-US-amerikanischer Unternehmer und Philanthrop
- Kavlie, Inger (* 1993), norwegische Ruderin

### Kavn
- Kavner, Julie (* 1950), US-amerikanische SchauspielerinJulie Kavner (* 1950)

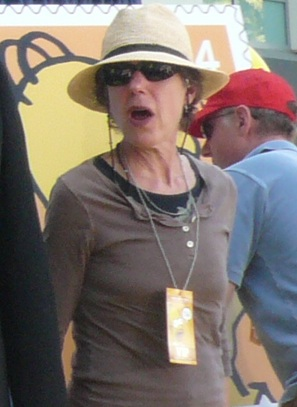
Julie Kavner (* 1950)

### Kavo
- Kavoliūnas, Mindaugas (* 1989), litauischer Biathlet
- Kavouras, Nefeli (* 1996), deutsche Schriftstellerin und Literaturvermittlerin
- Kavovit, Andrew (* 1971), US-amerikanischer Schauspieler

### Kavr
- Kavraki, Lydia (* 1967), griechisch-US-amerikanische Informatikerin
- Kavrakowa-Lorenz, Konstanza (1941–2005), deutsche Bühnenbildnerin, Puppengestalterin und Hochschullehrerin
- Kavruk, Özgül (* 1977), türkische Schauspielerin und Modem

### Kavt
- Kavtaradze, Marija (* 1991), litauische Drehbuchautorin und Filmregisseurin
- Kavtičnik, Vid (* 1984), slowenischer Handballspieler

### Kavu
- Kavuk, Uğur (* 1979), türkischer Fußballspieler
- Kavukattu, Matthew (1904–1969), indischer katholischer Geistlicher der Syro-Malabarischen Kirche und Erzbischof von Changanacherry
- Kavus, Sinem (* 1991), niederländische Schauspielerin
- Kavuştu, İsmet (* 1994), türkischer Fußballspieler

### Kavv
- Kavvadas, Vasilis (* 1991), griechischer Basketballspieler
- Kavvadias, Nikos (1910–1975), griechischer Dichter und Seemann
- Kavvadias, Panagiotis (1850–1928), griechischer Klassischer Archäologe